# رود بابکا
رود بابکا (انگلیسی: Babka) یک رودخانه در سرزمین پرم کشور روسیه است.